# Мегидо
Мегидо (Тел Мегидо) е древен град в северната част на дн. Израел (след много транскрипции познат днес като Армагедон), който е бил разположен на главния търговски път между Дамаск и Египет и през 50-вековната си история многократно е сриван от завоеватели и природни бедствия.
Открити са находки от Неолита (9 – 5 хилядолетие пр.н.е.) до края на персийската епоха (4 век пр.н.е.)
Многократните земетресения, засегнали Мегидо, може да са вдъхновили видението за разрушителен Апокалипсис в откровение на Йоан от Новия завет.

## Планината Мегидо
„Ар Мегидо“, или планината Мегидо, е оригиналното древноеврейско име, което гърците транскрибират като Армагедон, т.е. последното бойно поле между доброто и злото.